# جزيرة غوناف
جزيرة غوناف (بالإنجليزية: Gonâve Island)‏ هي جزيرة تابعة لـ هايتي وإحدى دوائر الإدارة الغربية. يبلغ عدد سكانها 75,548 نسمة (بكثافة 134.59 شخص لكل كيلومتر مربع) وذلك حسب إحصائيات سنة 2003 Census. يبلغ ارتفاعها عن سطح البحر قرابة 778 متر. تبلغ مساحتها 743 كم².